# Alabama Shakes
Gli Alabama Shakes erano un gruppo musicale statunitense, formatosi nel 2009.

## Storia del gruppo
Costituitosi ad Athens, in Alabama, nel 2009, sono formati da Brittany Howard, dal chitarrista Heath Fogg, dal bassista Zac Cockrell e dal batterista Steve Johnson. La band è nata nel momento in cui Brittany e Zac, che frequentano psicologia, si incontrano e decidono di trovarsi dopo la scuola per scrivere canzoni. Successivamente si aggiungono gli altri membri e si realizza il primo EP, Alabama Shakes, costituito da 4 canzoni e pubblicato nel settembre 2011.
Nel novembre dello stesso anno firmano con l'etichetta discografica Rough Trade Records.
Nel febbraio 2012 pubblicano il primo singolo, Hold On, che diventa un successo ed è acclamato durante la partecipazione al Austin in marzo. Questo brano è anche considerato il migliore dell'anno secondo la rivista Rolling Stone. L'album di debutto viene pubblicato il 10 aprile seguente ed è intitolato Boys & Girls.
Hanno realizzato la colonna sonora dell'episodio L'uccisione di uno di The Vampire Diaries e di un brano del film Il lato positivo - Silver Linings Playbook. Nello stesso anno vincono gli Americana Music Honors come "artista emergente dell'anno".
Nel 2013 sono candidati ai Grammy Awards nelle categorie "Miglior artista esordiente" e "Best rock performance". Nel 2016 ottengono quattro candidature nelle categorie: "album dell'anno", "miglior interpretazione rock", "migliore canzone rock" e "Miglior album di musica alternativa" vincendo nelle ultime tre.

## Formazione
- Brittany Howard – voce
- Heath Fogg – chitarra
- Zac Cockrell – basso
- Steve Johnson – batteria

## Discografia

### Album
- 2012 – Boys & Girls
- 2015 – Sound & Color

### EP
- 2011 – Alabama Shakes

### Singoli
- 2012 – Hold On
- 2012 – You Ain't Alone